# 미나미야마 지아키
미나미야마 지아키(일본어: 南山 千明, 1985년 10월 16일 ~ )는 일본의 여자 축구 선수이다.

## 국가대표팀 경력
그녀는 2010년 5월 8일 멕시코과의 경기에서 일본 국가대표팀에 데뷔했다. 2010년 AFC 여자 아시안컵에도 출전했다. 그녀는 국제 A매치 통산 4경기에 출전, 2득점을 넣었다.

## 통계
| 일본 | 일본 | 일본 |
| 연도 | 출전 | 득점 |
| ---- | ---- | ---- |
| 2010 | 4    | 2    |
| 통산 | 4    | 2    |